# Ісоян Чінар Маміконівна
Чінар Маміконівна Ісоян (вірм. Չինար Իսոյան, рос. Чинар Мамиконовна Исоян; 29 грудня 1987 (01.01.1988), Єреван) —російсько-вірменська поп-співачка, піаністка, співачка, композитор.

## Біографія
Народилася 29 грудня 1987 року в Єревані. Батько — архітектор Мамікон Саркісович Ісоян, мати — інженерка Ісоян Манік Степанівна (до шлюбу Софоян). З народження переїхала в рідне село батьків Дамалу, де провела все дитинство. У її 8 років родина Чінар переїжджає в Ростов-на-Дону.
У 1995 році пішла в школу № 82 міста Ростова-на-Дону. У 8 років поступила в музичну школу № 10 імені Прокоф'єва. Спочатку навчалася по класу фортепіано, після академічний вокал (оперний спів), потім по класу композиції та джазової музики. З відзнакою закінчила всі 4 відділення музичної школи.
Протягом усього навчання в музичній школі постійно брала участь в обласних, всеросійських та міжнародних конкурсах по всіх відділеннях, на яких навчалася.
У 2003 році вступила в Ростовське училище мистецтв по класу фортепіано.
У 2007 році закінчила училище і стала дипломованим фахівцем. У той же рік почалася музична кар'єра співачки, з виступу на конкурсі молодих виконавців в Степанакерті «Ընծա(Ындза)-2007».
Протягом 2007 року викладала уроки фортепіано в музичній школі. Також у 2007 році вступила на бюджетне місце в консерваторію на факультет «Музичне продюсування в сфері шоу-бізнесу».
У 2012 році закінчила консерваторію. Зайняла друге місце на вірменському телевізійному конкурсі «Телересторан». Також на даному конкурсі Арсен Григорян подарував пісню, після чого Чінар запросили на зйомку кліпу до цієї пісні.
У 2013 році брала участь в проекті «Голос 2 Вірменія».
На сьогоднішній день гастролює по Росії, Вірменії та Греції. Активно працює над виданням другого музичного альбому і першого сольного концерту в Москві.

## Освіта
- 2007 — Ростовське державне училище мистецтв, факультет Фортепіано
- 2012 — Ростовська державна консерваторія імені С. В. Рахманінова
- 2016 — Московський інститут телебачення і радіомовлення «Останкіно» МІТРО [Архівовано 17 червня 2018 у Wayback Machine.] — телеведуча

## Родина
- Батько — Мамікон Саркісович Ісоян — архітектор
- Мати — Манік Степанівна Ісоян (до шлюбу Софоян) — інженерка

- Сестра — Арпіне Маміконівна Ісоян (нар. 1989), психологиня
- Брат — Саркіс Маміконович Ісоян (нар. 1992), музикант

## Дискографія
- 2012 — «Игра жизни»

## Нагороди та премії
- Лауреатка обласних, всеросійських, міжнародних конкурсів з вокалу
- Лауреатка обласних, всеросійських конкурсів з фортепіано
- Лауреатка композиторського конкурсу міста Ростов-на-Дону
- Гран-прі вокального конкурсу